# Roman (lingua)
Il roman o lingua romanza è un'evoluzione del latino che si è sviluppata in Gallia all'inizio del Medioevo.
Il termine roman deriva dall'aggettivo latino romanus, e si applica ai linguaggi nati da quello che parlavano i Romani, in opposizione a quelli che furono introdotti più tardi, come le lingue germaniche.
L'apparizione del roman non può essere datata con precisione. Alla domanda « Quando si è cessato di parlare latino in Gallia ? », lo storico Ferdinand Lot risponde « Mai». C'è stato uno slittamento impercettibile del latino classico verso il latino volgare dell'epoca imperiale, antenato delle lingue romanze (francese, occitano, spagnolo, italiano, portoghese, rumeno) poi al romano merovingio, poi carolingio. Gli abitanti della Gallia hanno sempre avuto l'impressione di parlare la stessa lingua dei loro padri, ma in qualche secolo, questa divenne irriconoscibile.
L'epoca di Carlo Magno vide una rinascita dello studio del latino classico, impiegato soltanto nella scrittura. Divenne necessario distinguere nettamente la lingua romanza parlata. Nell'813, il Concilio di Tours stabilì che le prediche avrebbero dovuto essere tenute in « rusticam Romanam linguam » (lingua romana rustica) e non più in latino, al fine di essere comprese da tutti.
Il primo testo ufficiale conservato in lingua romanza è il Giuramento di Strasburgo stipulato nell'842 tra i due nipoti di Carlo Magno, Carlo il Calvo e Ludovico II il Germanico. La Sequenza di Sant'Eulalia, è considerata il primo testo letterario scritto in roman, datato alla fine del IX secolo.
Il roman carolingio si distingue dal latino per le declinazioni (ha soltanto due casi), per l'ordine della frase che è un po' più simile a quello del francese, e per altre trasformazioni grammaticali e di fonetica. Ma un Francese odierno avrebbe non poche difficoltà a capire questi primi testi « francesi ».